# Віктор Гамільтон
Віктор Гамільтон (англ. Victor P. Hamilton; нар. 26 вересня 1941, Торонто, Канада) — канадський та американський богослов та біблеїст. Працював професором Старого Заповіту і богослов'я в Есберському університеті з 1971 до 2007 року, але і на пенсії зберігає там роль заслуженого професора Старого Заповіту.
Отримав ступінь бакалавра мистецтв (Г'ютонський коледж, Нью-Йорк, 1963) та магістра богослов'я (Есберська теологічна семінарія, Вілмор, Кентуккі, 1966 та 1967), ступінь магістра і доктора наук за спеціальністю середземноморських досліджень (Університет Брандейс у Волтхемі, Массачусетс, 1969 і 1971).
Є автором великих коментарів на Книгу Буття і Книгу Вихід; також брав участь у визнаному довіднику про історичні книги Біблії («Handbook on the Historical Books»).